# Henryk Bursche
Henryk Bursche (ur. 1885 w Zgierzu, zm. 1942 w Warszawie) – inżynier chemik, specjalista w dziedzinie barwników. Był synem Ernesta Wilhelma Bursche i Marii Matyldy Harmel. Ojciec Tadeusza i Haliny.
Był zatrudniony w fabryce Izraela Poznańskiego w Łodzi.
W roku 1929 był współzałożycielem Łódzkiego Stowarzyszenia Techników.
Na jesieni 1939 jako jedyny spośród braci nie został aresztowany i zesłany do obozów koncentracyjnych. Zmarł w Warszawie. Został pochowany na cmentarzu ewangelicko-augsburskim w Warszawie (aleja E, grób 13).